# Vase des quatre saisons de Tourdan
Le vase des quatre saisons est un vase en argent massif découvert au XIXe siècle à Tourdan, commune de Revel-Tourdan, dans le département de l'Isère en Auvergne-Rhône-Alpes. Ce vase hémisphérique de 18 centimètres de haut, avec une anse mobile en torsade, présente sur son pourtour les saisons personnifiées : les gravures représentent des femmes et des animaux.
Le vase des quatre saisons est daté du IIe siècle ap. J-C. et appartient à l'Art néo-attique (en). Acquis en 1859 par le British Museum, il fait partie des collections du département Antiquités grecques et romaines,,.

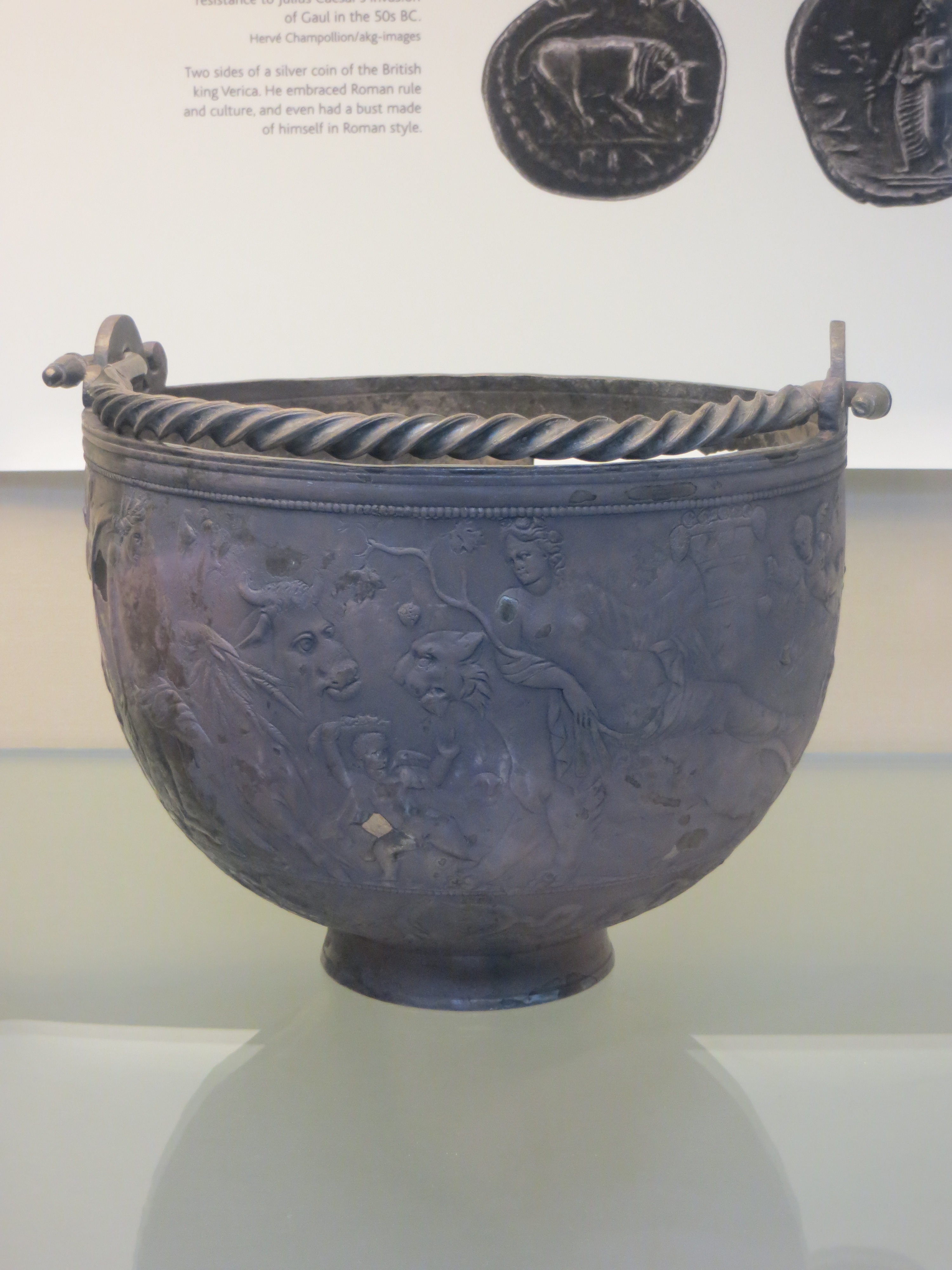
Le vase des quatre saisons découvert à Tourdan en 1842.

## Histoire
Le 11 juin 1842, lors d'un ouvrage d'extraction de terre dans un champ à Tourdan, des ouvriers découvrent le vase en argent enterré au milieu de vestiges d'une villa romaine,. Partiellement accidenté lors de son extraction, le vase est acheté par M. Girard, directeur de la librairie de Vienne, qui l'intègre dans sa collection. L'annonce de cette trouvaille dans le Journal de Vienne a soulevé beaucoup d'intérêt, dont celui de Prosper Mérimée qui apporte un descriptif détaillé de l'objet . En 1859, il est acheté par le British Museum et entre dans les collections des Antiquités grecques et romaines. Il revient en France en 1989 lors d'une exposition à Lyon consacrée à l'orfèvrerie gallo-romaine,. Depuis ce jour, le vase n'est plus revenu en France.  
C. T. Delorme, alors chargé des collections du musée de Vienne, est à l'origine de l'annonce de la découverte du vase dans le Journal de Vienne du 25 juin 1842 : « Cet objet est digne d'un musée. Il serait bien déplorable que Vienne se laissât dépouiller encore d'un morceau précieux. Nous invoquons le patriotisme de notre administration en faveur d'une acquisition importante ».   

## Spécificités

### Formes
Le vase mesure 18 cm de hauteur (diam. 20,9 cm) et 8,5 cm pour son pied (diam. du pied 1,7 cm). Son anse mesure 22,8 cm de hauteur. Il est constitué d'un bord droit, incurvé à la base, porté par un pied annulaire. Il est encadré par deux attaches percées d'un trou laissant passer les crochets qui viennent terminer son anse torsadée. Le bord du vase extérieur arbore une moulure de perles. Ce vase en argent massif présente un état partiel de corrosion du fait qu'il était enseveli et en contact avec un plat circulaire.
« L'anse mobile est très épaisse et tordue en spirale. J'ai rarement vu, même à Pompéi, une pièce plus belle et plus importante, et il serait déplorable qu'elle entrât dans une collection particulière », Prosper Mérimée.

### Décors
Le vase est gravé d'une frise illustrant les quatre saisons, : 
- Le Printemps est une jeune femme, belle, nue et fleurie, assise en amazone sur le dos d’une panthère qui suit le mouvement du soleil. Deux génies les survolent et vont dans leur direction.
- L’Été est une femme vêtue d’un voile à la taille envolé par une légère brise. Elle est assise sur un taureau accroupi. Les génies portent les attributs du travail de la terre.
- L’Automne est plus vêtue que les deux femmes précédentes avec un voile qui lui couvre les bras. La femme est allongée sur une panthère, animal dédié à Bacchus, dieu du vin. Les anges portent des fruits à la femme et le cortège suit le mouvement du soleil.
- L’Hiver est une femme âgée, le visage voilé ; elle semble affaissée sur un gibier lui-même au repos[Note 2].

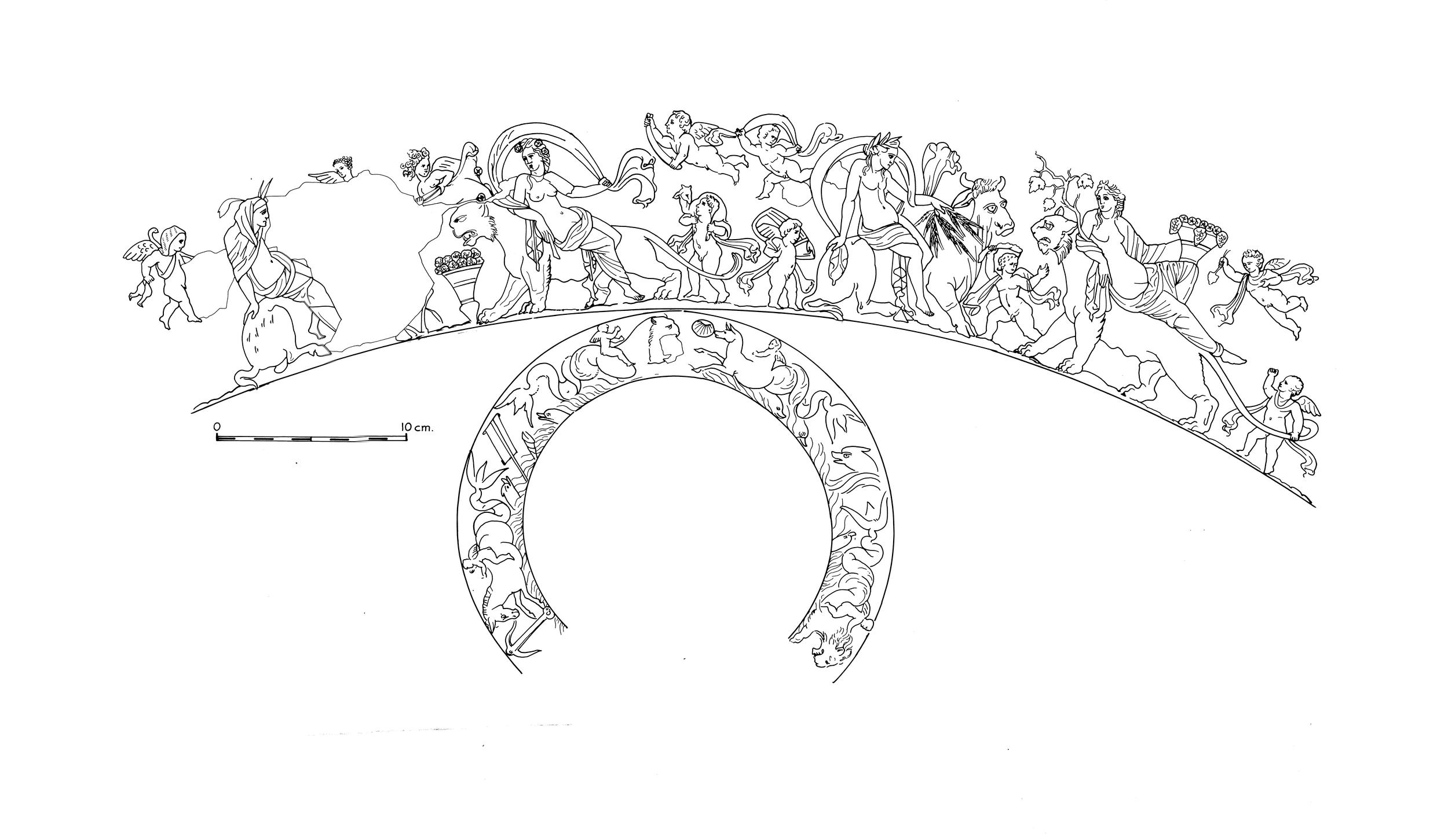
Reproduction de la frise des quatre saisons et de celle des angelots

La corrosion présente sur le vase laisse penser que le vase était enfoui avec un plat circulaire. Le vase est endommagé au fond et sur ses parois, probablement à cause de la pioche qui l'a découvert. Cette iconogrophie associant des femmes incarnant des saisons avec des animaux se retrouve à la Domus aurea de Néron à Rome, sur les sarcophages aux Néréides et sur une mosaïque tardive de la villa de Littlecote en Angleterre.

## Appartenance

### Hypothèses
Ce vase servait à l'origine à recueillir du vin. La tradition romaine accordait une grande importance aux boissons, notamment celles réservées aux dieux, ce qui expliquerait la beauté de ce récipient utilitaire. Ce vase prenait place dans le triclinium de la villa, la salle à manger. Les vases de ce type datent vraisemblablement, comme ceux en bronze, des années 150 à 250,.